# Kubla Khan

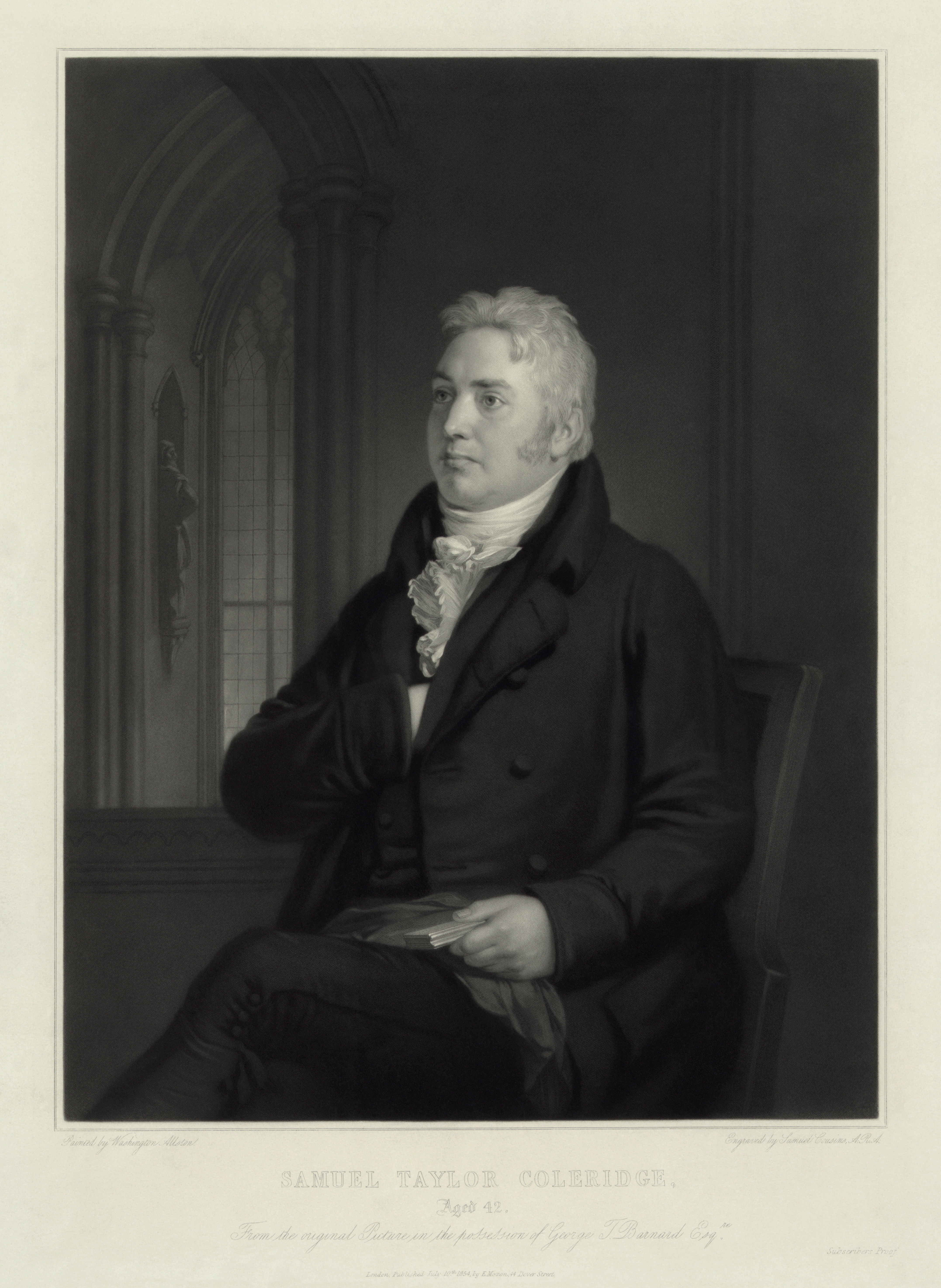
Coleridge (1814)

Kubla Khan es un poema de Samuel Taylor Coleridge terminado en 1797 y publicado en Christabel, Kubla Khan, y Los dolores del sueño en 1816. 
Según el prefacio de Coleridge, el poema fue concebido en un sueño, bajo la influencia del opio y después de leer una biografía del Gran Kan del Imperio mongol Kublai Khan. Al despertar, empezó a escribir los 300 versos soñados hasta que fue interrumpido por un visitante de Porlock. Una hora después el visitante finalmente se marchó pero Coleridge solo llegó a escribir unos últimos versos antes de olvidar las líneas restantes. Sea o no cierto, lo más probable es que el poema, «cincuenta y tantos versos rimados e irregulares, de prosodia exquisita» como lo definió Jorge Luis Borges en su ensayo El sueño de Coleridge, fuera compuesto durante el otoño de 1797, pero permaneció inédito hasta 1816 cuando, gracias a George Gordon Byron, fue puesto a disposición del público.
Considerado una de las principales expresiones del romanticismo, el poema es diferente en estilo y forma a otros poemas compuestos por Coleridge. Si bien Kubla Khan se subtitula un fragmento, carece de los aspectos fragmentarios de otros poemas de Coleridge. En su lugar, su carácter incompleto representa los aspectos del proceso creativo a través de su forma y su mensaje. 
La primera estrofa del poema describe la cúpula de placer construida por Khan en su capital Xanadú junto a un río sagrado, el Alfeo, que alimentaba una magnífica fuente y corre «a través de cavernas inmensurables para el hombre, hacia abajo, hacia un mar sin sol». La segunda estrofa del poema es la respuesta del narrador a la embriagadora canción de una doncella de Abisinia, que lo deja incapaz de seguir su inspiración a menos que pudiera oírla una vez más.
El palacio «un milagro de raro diseño, una soleada mansión de placer con cuevas de hielo» está encerrado por murallas circulares: la imagen de círculo —que denota perfección— se repite a lo largo del poema, que es en el fondo una glorificación de la creación natural en contraste con la creación humana.
Borges señala otra simetría en la creación: señala que en una página del «Compendio de historias de Rashid el-Din, que data del siglo XIV» se leía que «"Al este de Shang-tu, Kublai Khan erigió un palacio, según un plano que había visto en un sueño y que guardaba en la memoria.» Así, «Un emperador mogol, en el siglo XIII, sueña un palacio y lo edifica conforme a la visión; en el siglo XVIII, un poeta inglés que no pudo saber que esa fábrica se derivó de un sueño, sueña un poema sobre el palacio.»
La crítica moderna, con algunas excepciones, ven en Kubla Khan uno de los tres grandes poemas de Coleridge, junto a La balada del viejo marinero y Christabel. Algunos críticos argumentan que es único en la poesía de lengua inglesa y uno de sus más grandes poemas, pero otros afirman que está sobrestimado. No es el caso de los contemporáneos de Coleridge, que en su mayoría denunciaron el poema tras su publicación o cuestionaron las declaraciones de Coleridge acerca de su origen, pero Kubla Khan fue publicado originalmente debido a que muchos de sus amigos consideraron, tras serles leído por su autor, que el poema era maravilloso. No fue hasta años más tarde cuando los críticos comenzaron a admirarlo abiertamente.